# Андерс Ліндегор
Андерс Ліндегор (дан. Anders Lindegaard, * 13 квітня 1984, Оденсе) — данський футболіст, воротар англійського клубу «Бернлі».
Насамперед відомий виступами за данський «Олесунн» та англійський «Манчестер Юнайтед», а також національну збірну Данії.
Чемпіон Англії. Володар Суперкубка Англії з футболу. 

## Клубна кар'єра
Вихованець футбольної школи клубу «Оденсе». Дорослу футбольну кар'єру розпочав 2003 року в основній команді того ж клубу, в якій провів п'ять сезонів, взявши участь у складі основної команди клубу лише в 11 матчах чемпіонату. 
Згодом з 2008 по 2009 рік грав на умовах оренди у складі команд клубів «Кольдінг» та «Олесунн».
2009 року «Олесунн» уклав з гравцем повноцінний контракт. Відіграв за команду з Олесунна наступні два сезони своєї ігрової кар'єри.
До складу клубу «Манчестер Юнайтед» приєднався 2011 року. Був резервним воротарем манкуніанців і протягом наступних чотирьох років відіграв за команду з Манчестера лише19 матчів Прем'єр-ліги.
Влітку 2015 залишив Манчестер і на правах вільного агента уклав дворічний контракт з клубом «Вест Бромвіч Альбіон», в якому, утім, також не виборов місце основного голкіпера і провів жодної гри в чемпіонаті.
На початку 2016 року був орендований клубом «Престон Норт-Енд», який згодом викупив його трансфер.

## Виступи за збірні
2002 року дебютував у складі юнацької збірної Данії, взяв участь у 2 іграх на юнацькому рівні.
2003 року залучався до складу молодіжної збірної Данії. На молодіжному рівні зіграв у 4 офіційних матчах.
2010 року дебютував в офіційних матчах у складі національної збірної Данії. Наразі провів у формі головної команди країни 5 матчів.

## Титули і досягнення

### Командні
- Володар Кубка Данії з футболу (1):

«Оденсе»: 2006-07
- Володар Кубка Норвегії з футболу (1):

«Олесунн»: 2009
- Чемпіон Англії (1):

«Манчестер Юнайтед»: 2012–13
- Володар Суперкубка Англії з футболу (2):

«Манчестер Юнайтед»: 2011, 2013

### Особисті
- Данський голкіпер року (1):

2010